# Dudelange
Dudelange (en luxembourgeois : Diddeleng  et en allemand : Düdelingen) est une ville luxembourgeoise située dans le canton d'Esch-sur-Alzette, chef-lieu de la commune portant le même nom.

## Géographie

### Localisation
Ses communes voisines sont à l’ouest la commune de Kayl, au nord la commune de Bettembourg et à l’est la commune de Frisange.
Au sud et au sud-est, elle fait frontière avec la France, notamment avec les communes de Zoufftgen et de Volmerange-les-Mines.

### Géologie et relief
Dudelange est située au nord-est du bassin minier lorrain en bordure de la cuesta du Bajocien dans la vallée du Diddelengerbach.
La vallée est occupée vers le sud, où elle est dominée par les hauteurs du Dogger, par les infrastructures des usines.
Au nord-ouest, elle touche une butte isolée, le mont Saint-Jean (405 mètres d'altitude) qui comporte les vestiges d'une forteresse féodale construite elle-même sur les ruines d’un fortin romain.
Son point culminant se trouve au Kalebierg à une altitude de 435 mètres.
Une côte mieux connue est celle du lieu-dit Ginzebierg à une altitude de 424 mètres en raison de l'émetteur de la station de radio RTL s’y trouvant et qui est visible par temps clair à des dizaines de kilomètres.
Le point le plus bas se situe au lieu-dit Thilleweier, aux abords de la frontière française à une altitude de 256 mètres.
La superficie boisée est de 268,09 ha.

### Hydrographie
Vers l’est et le nord, elle s’étend vers les vallées de la Gander (affluent de la Moselle) et de l’Alzette (affluent de la Sûre).

### Voies de communication et transports
La commune est reliée au réseau ferroviaire par une ligne allant de Volmerange-les-Mines à Luxembourg via Bettembourg, et possède pas moins de quatre gares sur son territoire : du nord au sud : Dudelange-Burange, Dudelange-Ville, Dudelange-Centre et Dudelange-Usines, qui précède la frontière française.
Elle est reliée au réseau routier national par la RN 31, également appelée avenue de l'Europe (Dudelange-Bettembourg-Luxembourg) de même que les autoroutes A13 (collectrice du Sud, liaison Sarre) et A3 (Luxembourg-France).
La commune est desservie par le Transport intercommunal de personnes dans le canton d'Esch-sur-Alzette (TICE), dont trois lignes assurant une desserte interne, et par le Régime général des transports routiers (RGTR). Elle opère deux services « City-Bus » : un service régulier, le « Bus Champs-Vallée » et un service sur réservation, le « Flexbus Dudelange ».
Elle est également située immédiatement aux abords de la gare de triage de Bettembourg avec son terminal pour conteneurs.

## Urbanisme

### Morphologie urbaine
Voici les sections de la commune :
- Budersberg
- Burange
- Dudelange (siège)

## Histoire
Les premiers habitants connus arrivèrent à l'époque romaine et s'installèrent à quelques pas au nord-ouest de l'actuelle Dudelange, sur la colline du Mont Saint-Jean.
En 1794, l'Armée révolutionnaire française a commis des atrocités contre la population locale en massacrant 79 civils lors d'un épisode mieux connu sous le nom de massacre de Dudelange. Un monument érigé dans les alentours, appelé la croix des francais, rappelle cet événement tragique de l'époque,.
Dudelange fut (et est encore, bien que dans une moindre mesure) fortement développée grâce à la métallurgie et à la sidérurgie, toutes deux très prospères pendant les XIXe et XXe siècles. Elle est aujourd'hui touchée, comme bon nombre de localités environnantes, par la crise de la sidérurgie dans le bassin lorrain.
Dudelange reçoit son titre de ville en date du 4 août 1907 par Guillaume IV, grand-duc de Luxembourg.

## Politique et administration

### Liste des bourgmestres
| Identité                                 | Période          | Période                                     | Durée                      | Étiquette |
| Identité                                 | Début            | Fin                                         | Durée                      | Étiquette |
| ---------------------------------------- | ---------------- | ------------------------------------------- | -------------------------- | --------- |
| Jean Magnette (d) (XVIIIe siècle - 1805) | 1797             | 1798                                        | 1 an                       |           |
| Michel Krips (d) (1763 - 1839)           | 1798             | 1799                                        | 1 an                       |           |
| Jean Michel Philippart (d) (1771 - 1865) | 1799             | 1801                                        | 2 ans                      |           |
| Michel Weber (d)                         | 1801             | 1804                                        | 3 ans                      |           |
| Max Boland (d)                           | 1804             | 1805                                        | 1 an                       |           |
| Orphée Bernard (d) (né en 1742)          | 1805             | 1807                                        | 2 ans                      |           |
| Frantz Plutot (d)                        | 1807             | 1814                                        | 7 ans                      |           |
| Jean-Baptiste Schmitt (d)                | 1815             | 1821                                        | 6 ans                      |           |
| Jean-Pierre Gérard (d)                   | 1822             | 1836                                        | 14 ans                     |           |
| Pierre Theis (d)                         | 1836             | 1844                                        | 8 ans                      |           |
| Michel Berwick (d)                       | 1844             | 1849                                        | 5 ans                      |           |
| Jean Antoine Philippart (d)              | 1849             | 1854                                        | 5 ans                      |           |
| Michel Landtgen (d)                      | 1854             | 1861                                        | 7 ans                      |           |
| Henri Steichen (d)                       | 1861             | 1863                                        | 2 ans                      |           |
| Franz Theis (d)                          | 1864             | 1882                                        | 18 ans                     |           |
| Michel Adolphe Sinner (d)                | 1882             | 1893                                        | 11 ans                     |           |
| Pierre Theis (d)                         | 1894             | 1896                                        | 2 ans                      |           |
| Jean Nieles (d)                          | 1897             | 1902                                        | 5 ans                      |           |
| Pierre Theis (d)                         | 1903             | 1914                                        | 11 ans                     |           |
| Jean Berchem (d) (1861 - 1927)           | 1914             | 1920                                        | 6 ans                      |           |
| Michel Gindt (d) (1868 - 1950)           | 1920             | 1925                                        | 5 ans                      |           |
| François Scholer (d)                     | 1925             | 1928                                        | 3 ans                      |           |
| Émile Ludwig (d) (1887 - 1972)           | 1929             | 1935                                        | 6 ans                      |           |
| Théodore Thiel (d) (1896 - 1962)         | 1935             | 1946                                        | 11 ans                     |           |
| Jean Fohrmann (1904 - 1973)              | 1946             | 1965                                        | 19 ans                     | POSL      |
| René Hartmann (d) (1909 - 1973)          | 1965             | 13 avril 1973 (mort en cours de mandat)     | 8 ans                      | POSL      |
| Nicolas Birtz (en) (1922 - 2006)         | 1973             | 1984                                        | 11 ans                     | POSL      |
| Louis Rech (en) (1926 - 2012)            | 1985             | 1993                                        | 8 ans                      | POSL      |
| Mars Di Bartolomeo (né en 1952)          | 1er janvier 1994 | 30 juillet 2004 (entrée au gouvernement (d) | 10 ans, 6 mois et 29 jours | POSL      |
| Alex Bodry (né en 1958)                  | 13 août 2004     | 12 décembre 2014 (démission)                | 10 ans, 3 mois et 29 jours | POSL      |
| Dan Biancalana (né en 1977)              | 5 décembre 2014  | En cours                                    | 10 ans, 6 mois et 22 jours | POSL      |

### Jumelages
La ville de Dudelange est jumelée avec :
- Manom (France) ;
- Lauenburg/Elbe (Allemagne) ;
- Lębork (Pologne) ;
- Feltre (Italie) ;
- Arganil (Portugal) ;
- Berane (Monténégro).

## Population et société

### Démographie
L'évolution du nombre d'habitants est connue à travers les recensements de la population effectués dans le pays depuis 1821. Les recensements décennaux de la population permettent de caler les chiffres sur la composition de la population par sexe, âge, nationalité et commune de résidence. Entre deux recensements, la population au 1er janvier de l’année {\displaystyle x} est évaluée en ajoutant à la population au 1er janvier de l’année {\displaystyle x-1} les soldes naturel (naissances {\displaystyle -} décès) et migratoire (arrivées {\displaystyle -} départs) de l'année. La même méthode est appliquée pour la répartition par âge au 1er janvier et les effectifs totaux par nationalité. Depuis le 1er septembre 2023, le Luxembourg dénombre 100 communes.
Au 1er janvier 2024, la commune comptait 22 043 habitants.
| 1821  | 1851  | 1871  | 1880  | 1890  | 1900  | 1910   | 1922   | 1930   |
| ----- | ----- | ----- | ----- | ----- | ----- | ------ | ------ | ------ |
| 1 398 | 1 652 | 1 593 | 1 593 | 5 091 | 8 741 | 10 803 | 10 307 | 14 657 |

| 1935   | 1947   | 1960   | 1970   | 1978   | 1979   | 1981   | 1983   | 1984   |
| ------ | ------ | ------ | ------ | ------ | ------ | ------ | ------ | ------ |
| 13 572 | 12 878 | 14 617 | 14 615 | 14 150 | 14 120 | 14 072 | 14 030 | 13 970 |

| 1985   | 1986   | 1987   | 1988   | 1989   | 1990   | 1991   | 1992   | 1993   |
| ------ | ------ | ------ | ------ | ------ | ------ | ------ | ------ | ------ |
| 13 870 | 13 920 | 14 060 | 14 026 | 14 090 | 14 254 | 14 674 | 14 876 | 15 162 |

| 1994   | 1995   | 1996   | 1997   | 1998   | 1999   | 2000   | 2001   | 2002   |
| ------ | ------ | ------ | ------ | ------ | ------ | ------ | ------ | ------ |
| 15 627 | 15 833 | 15 966 | 16 190 | 16 377 | 16 588 | 17 060 | 17 320 | 17 411 |

| 2003   | 2004   | 2005   | 2006   | 2007   | 2008   | 2009   | 2010   | 2011   |
| ------ | ------ | ------ | ------ | ------ | ------ | ------ | ------ | ------ |
| 17 502 | 17 602 | 17 746 | 17 939 | 17 989 | 18 052 | 18 278 | 18 507 | 18 781 |

| 2012   | 2013   | 2014   | 2015   | 2016   | 2017   | 2018   | 2019   | 2020   |
| ------ | ------ | ------ | ------ | ------ | ------ | ------ | ------ | ------ |
| 18 837 | 19 292 | 19 421 | 19 734 | 20 003 | 20 480 | 20 869 | 21 087 | 21 291 |

| 2021   | 2022   | 2023   | 2024   | - | - | - | - | - |
| ------ | ------ | ------ | ------ | - | - | - | - | - |
| 21 513 | 21 583 | 21 953 | 22 043 | - | - | - | - | - |

Le graphique qui aurait dû être présenté ici ne peut pas être affiché car il utilise l'ancienne extension Graph, désactivée pour des questions de sécurité. Des indications pour créer un nouveau graphique avec la nouvelle extension Chart sont disponibles ici.

### Santé
La ville de Dudelange dispose d'un hôpital et jadis on y retrouvait également un sanatorium dont les bâtiments sont actuellement transformés en école.

### Sports
Dudelange abrite plusieurs clubs sportifs (dont bon nombre d'entre eux détiennent les records de trophée du pays dans leur discipline) :
- Basket-ball :
  - Basket T71 Dudelange ;

- Football :
  - F91 Dudelange,
  - F91 Dudelange (féminines) ;

- Football américain :
  - Luxembourg Steelers de Dudelange ;

- Rugby :
  - RCTR Rugby Club Terres Rouges ;

- Handball :
  - HB Dudelange.

## Économie
Dudelange était, dès la seconde moitié du XIXe siècle, un haut-lieu d'exploitation de minerai de fer et de fabrication d'acier. De ce fait se trouvait sur son territoire une usine regroupant des hauts-fourneaux, une aciérie, des laminoirs et des sites de revêtement par galvanisation. Après la restructuration du groupe Arbed dans les années 1980, il ne subsistait plus qu’un laminoir à froid et une usine de revêtement par galvanisation.
Vers 1882 s'installe, à la demande de l'usine, une briqueterie qui devait fabriquer les briques nécessaires à la construction de l'usine (hangars et cheminées) et des cités ouvrières. Elle se trouvait dans le quartier actuel Wolkeschdall et appartenait à Victor Tassin, un industriel belge.
Au fil du temps et surtout après les années 1980, des industries de toutes tailles sont venues s'établir à Dudelange et aux alentours, comme Giebel[Qui ?], Luxguard et Husky.

## Culture locale et patrimoine

### Lieux et monuments

#### Le Mont Saint-Jean
Du temps des Celtes, les premiers habitants pratiquaient leurs rites sur cette hauteur.
Chaque année, une procession se déroule à la Saint-Jean en l'honneur des coutumes ancestrales, dernier souvenir d'un passé révolu. Du haut de la colline, une tour panoramique offre une vue sur la vallée de l’Alzette jusqu’au-delà de Luxembourg.
Des fouilles récentes ont même permis de mettre au jour des vestiges enfouis depuis des siècles.

#### La zone protégéeHaard
La Haard est classée « zone protégée » depuis 1994. Avec une superficie de 198 hectares, elle fait partie d'un parc naturel de 600 hectares. Le parc Haard-Hesselsbierg-Staebierg est situé sur les territoires de Dudelange, Kayl et Rumelange.
De magnifiques promenades sont offertes aux visiteurs, avec la possibilité de suivre un sentier didactique.

#### Le musée municipal
Le musée municipal abrite la galerie Nei Liicht, l’unique galerie publique d’arts audiovisuels du Luxembourg.

#### Le Centre national de l’audiovisuel
Le Centre national de l’audiovisuel (CNA) est un institut culturel créé en 1989 et placé sous l’autorité du ministère de la Culture. Ses missions sont la sauvegarde, la mise en valeur et la promotion du patrimoine audiovisuel et photographique luxembourgeois.

#### L'église Saint-Martin

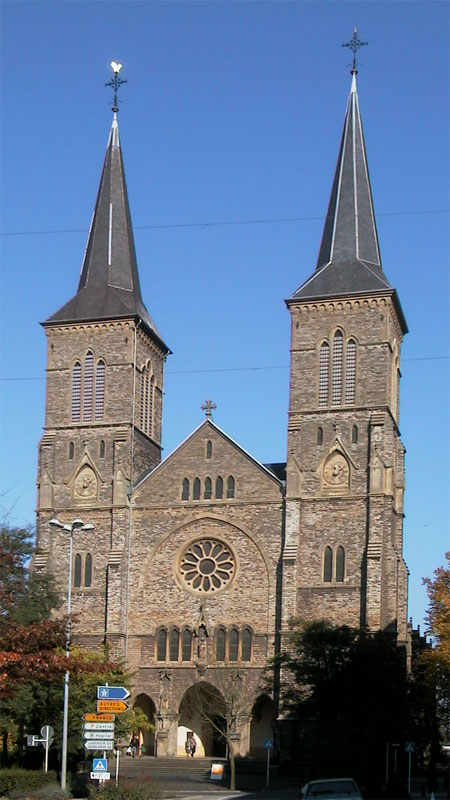
L'église Saint-Martin de Dudelange.

L’église de Dudelange a pour patron saint Martin. De style néogothique, elle contient un orgue de 1912 qui a été restauré en 2001.

### Personnalités liées à la commune
- Jean-Pierre Adam (1941-2014), graveur luxembourgeois, est né à Dudelange ;
- Jean-Pierre Léonard (1889-1985), missionnaire jésuite et archevêque de Madurai en Inde, est né à Dudelange ;
- Jean Fohrmann, bourgmestre, déporté de guerre en Silésie (Leubus et Boberstein) ;
- Nicolas Biever, bourgmestre et ministre ;
- René Hartmann, bourgmestre ;
- Nicolas Birtz, bourgmestre, député, sportif, déporté de guerre à Hinzert et Struthof (Natzwiller) ;
- Andy Bausch, régisseur ;
- Edy Schütz, coureur cycliste luxembourgeois ;
- Ben Gastauer, coureur cycliste luxembourgeois ;
- Wenzel Profant, sculpteur et peintre ;
- Louis Rech, premier bourgmestre de descendance italienne, originaire de Sovramonte (Vénétie) ;
- Jean Hengen, évêque et plus tard archevêque de 1971 à 1991 ;
- Fernand Hoffman, professeur et linguiste ;
- Emile van der Vekene, conservateur honoraire de la Bibliothèque nationale de Luxembourg ;
- Erna Hennicot-Schoepges, ministre de la Culture.

### Héraldique, logotype et devise
| Blason de Dudelange | Blason  | D'or au lion de sable armé et lampassé de gueules, la queue fourchée et passée en sautoir. |
| Blason de Dudelange | Détails | Armoiries de la commune luxembourgeoise de Dudelange.                                      |